# Menhir von Courtevrais

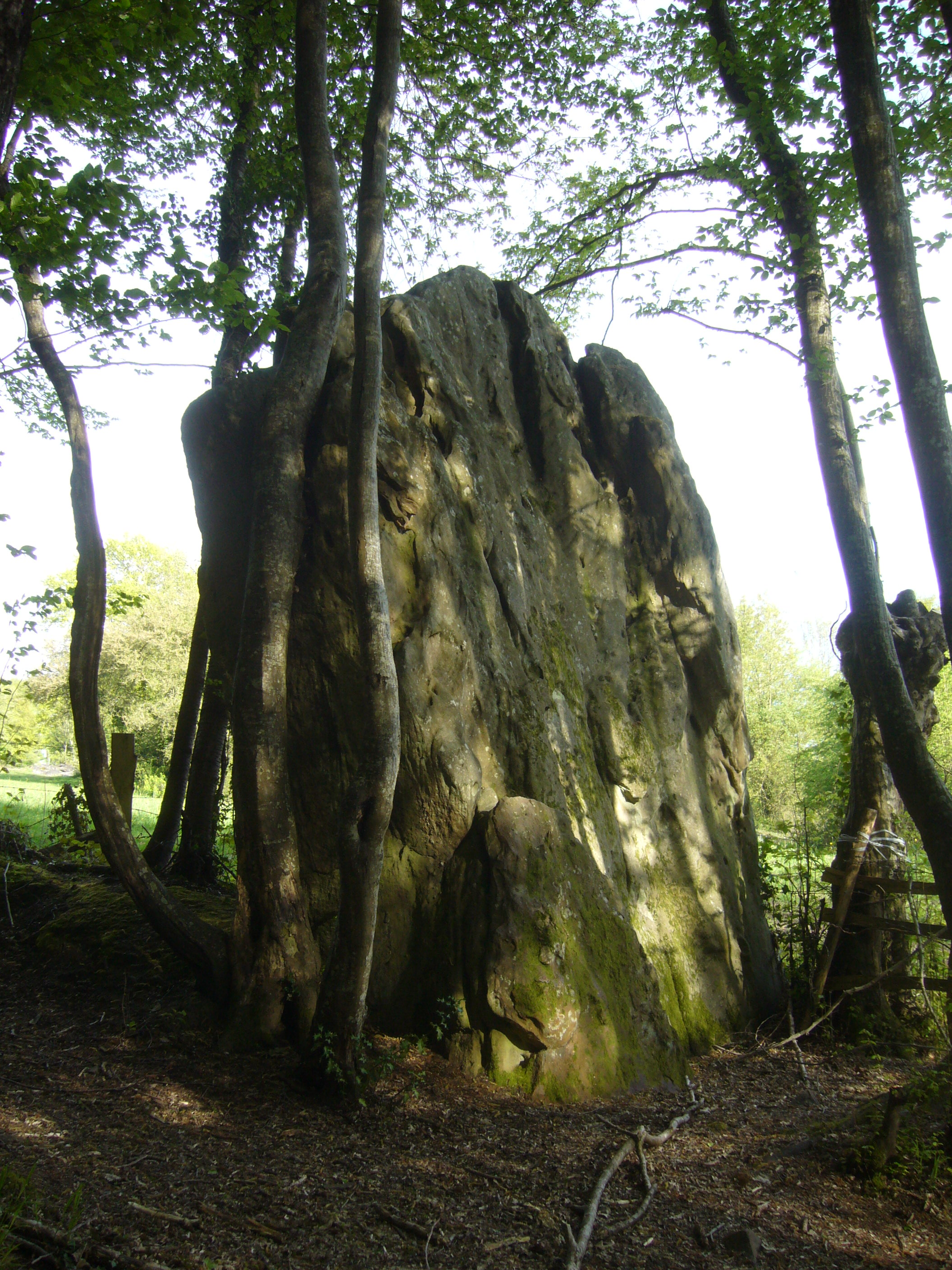
Pierre von Coutevrais

Der Menhir Pierre de Courtevrais ist ein mit Karren zerfurchter Sandsteinblock. Er steht am Waldrand, versteckt zwischen Bäumen, etwa südlich von Nogent-le-Bernard im Norden des Département Sarthe in Frankreich.
Der Menhir von Courtevrais ist etwa 5,4 Meter hoch und 4,0 Meter breit und damit der höchste im Département Sarthe.
Der Stein steht seit 1983 unter Denkmalschutz.

Menhir von Courtevrais
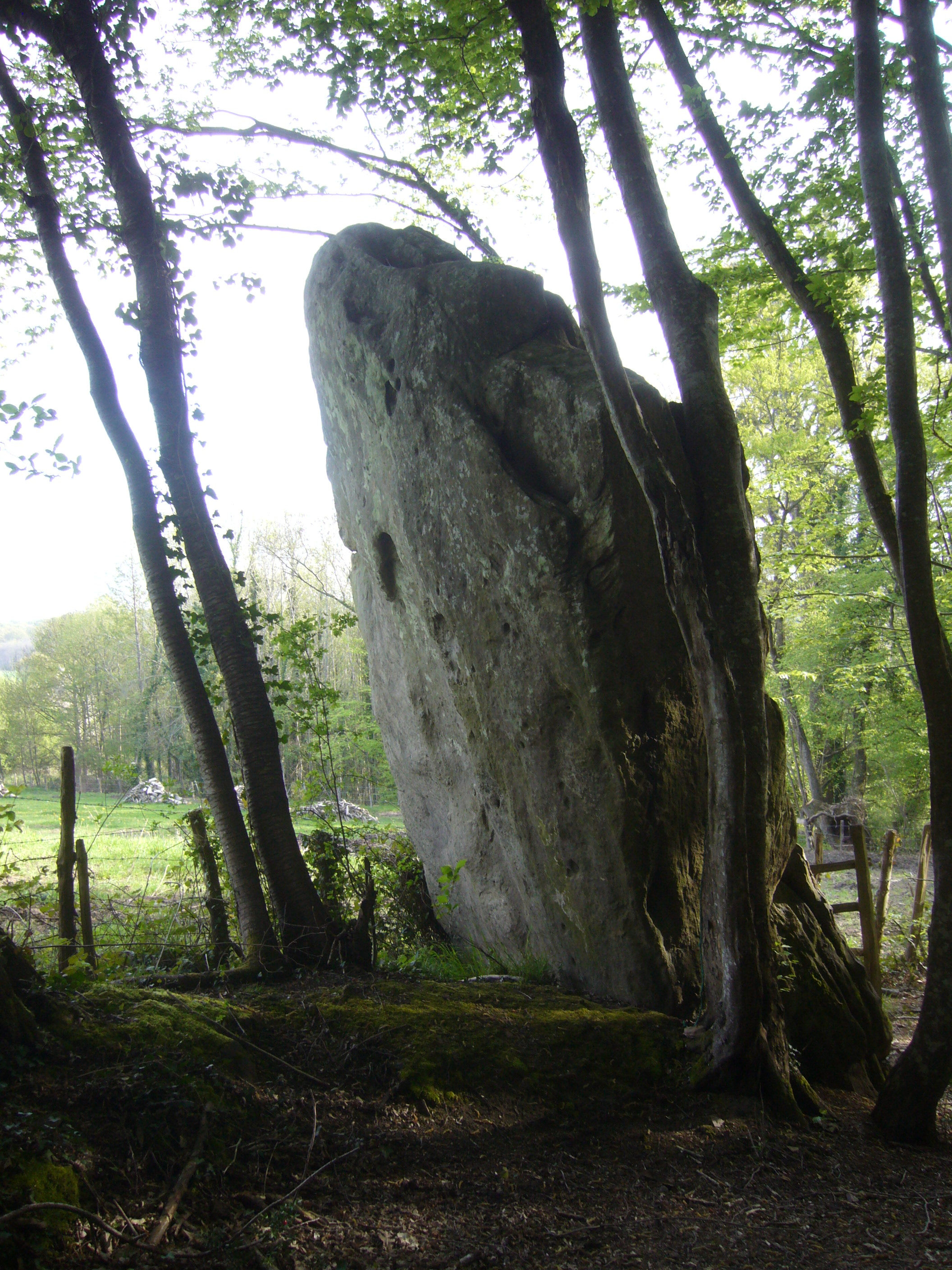
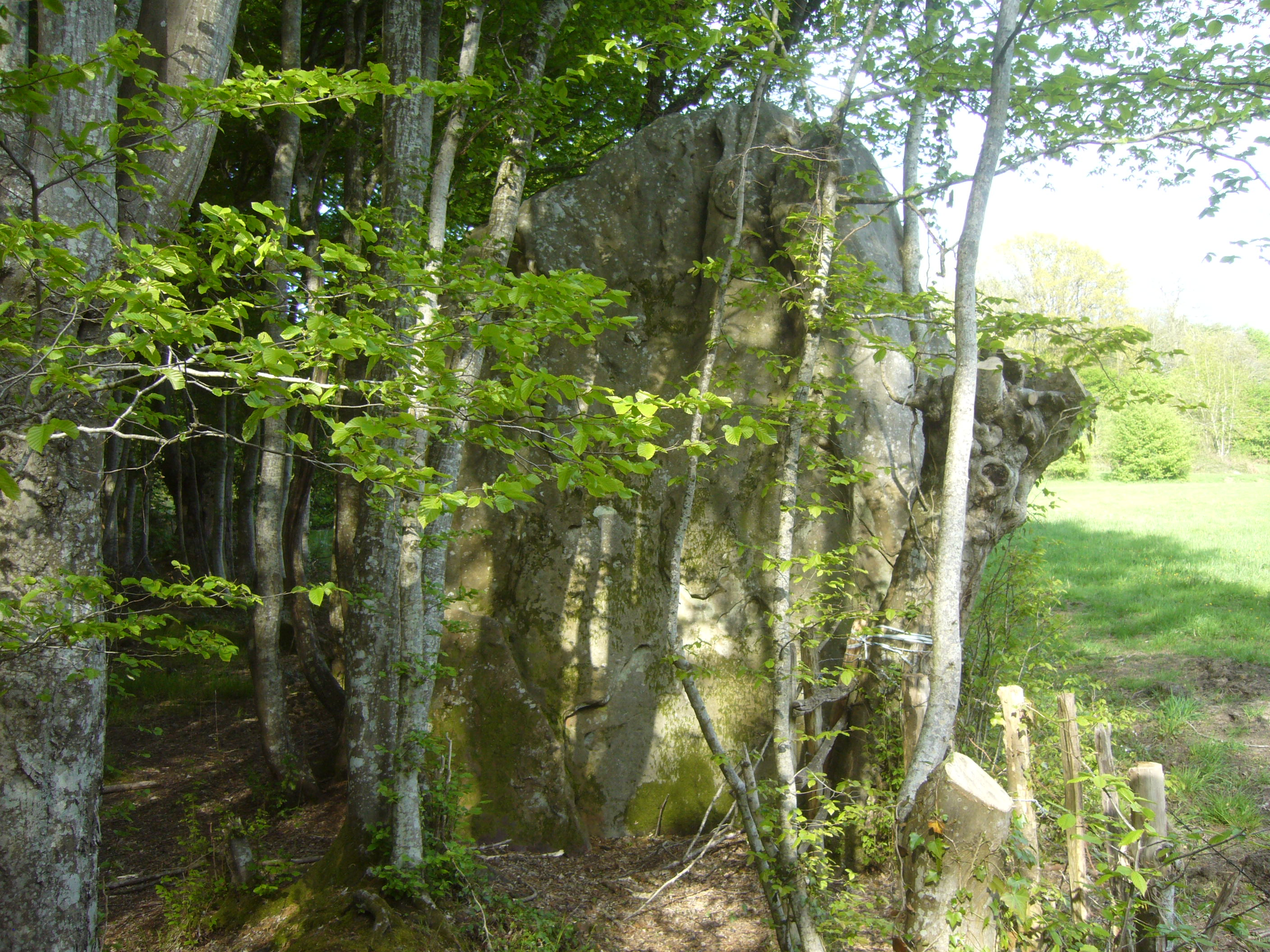
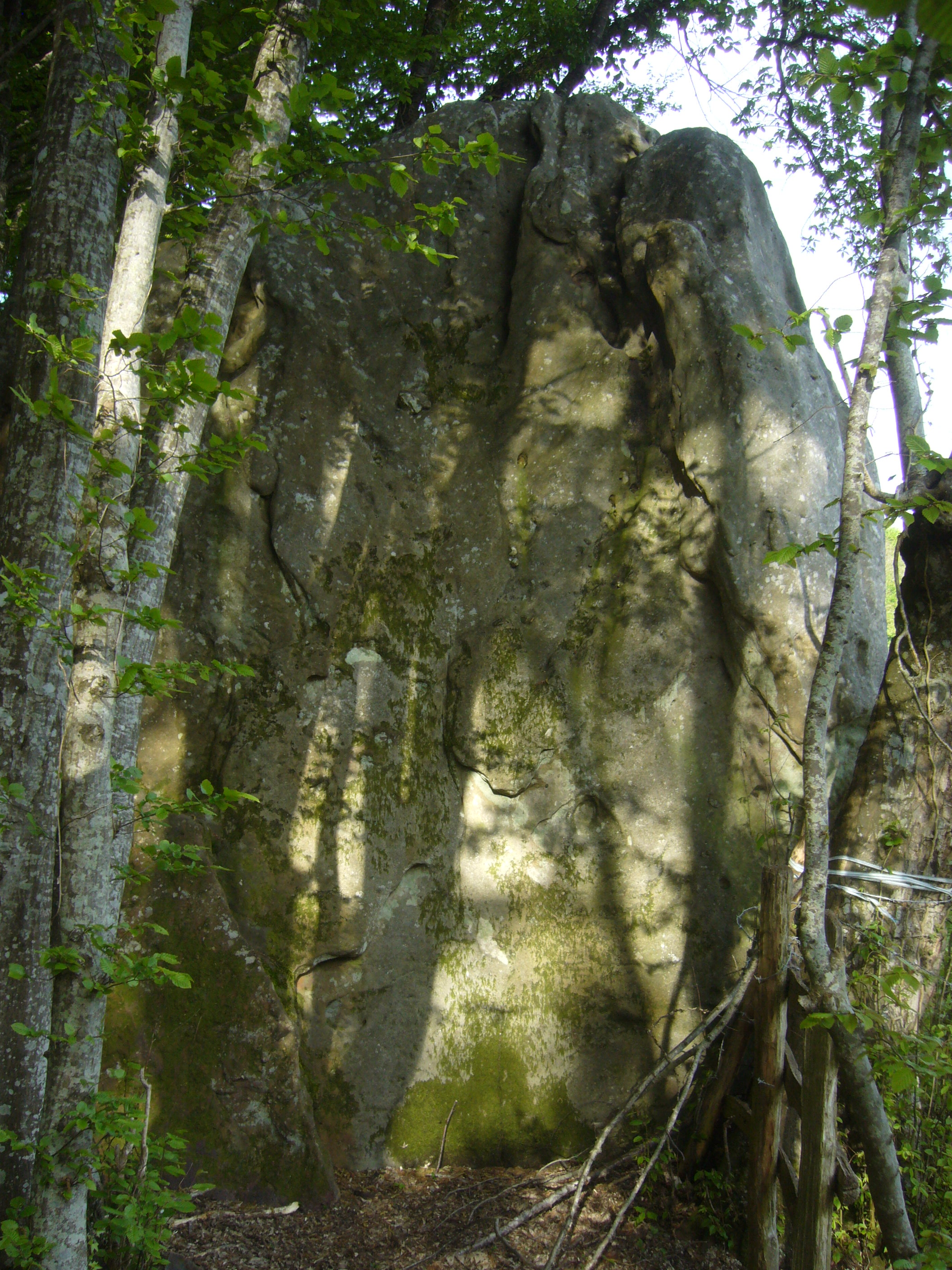